# Фонд багатства Туреччини
Турецький фонд багатства (англ. TWF; тур. Türkiye Varlık Fonu, TVF) – це суверенний фонд багатства, заснований у серпні 2016 року та належить уряду Туреччини.  Станом на 2023 рік TVF мав у своєму розпорядженні активи на суму понад 317 млрд доларів. Фонд керується «Стратегічним інвестиційним планом», який був затверджений Радою міністрів. Компанії та активи, що раніше належали державним установам, можуть бути передані до фонду, а за необхідності можуть бути створені субфонди.

## Історія
Фонд був офіційно заснований 26 серпня 2016 року. Відповідно до опублікованого закону, голова, генеральний директор та члени правління призначаються прем'єр-міністром. У листопаді 2016 року прем'єр-міністр Біналі Йилдирим призначив членів правління та Мехмета Бостана генеральним директором.
6 лютого 2017 року було оголошено, що Ziraat Bankası, Turkish Airlines, TÜRKSAT, BOTAŞ, PTT, BİST, TPAO, Türk Telekom (6,68%), Eti Maden, Çaykur були передані у власність TVF. Окрім компаній, до TVF на 3 місяці було перераховано 3 мільярди лір з Фонду підтримки оборонної промисловості (тур. Savunma Sanayii Destekleme Fonu). Фонд також володіє кількома земельними ділянками в Анталії, Айдині, Стамбулі, Іспарті, Ізмірі, Кайсері та Муглі, які раніше належали Казначейству Туреччини. Казначейські пакети акцій Turkish Airlines (49,12%) та Halkbank (51,11%) також були передані фонду.

### Зміни 2018 року
Після конституційного референдуму 2017 року в Туреччині було скасовано посаду Прем'єр-міністра. Відповідно до цієї зміни, закон про TVF був змінений, щоб дозволити президенту Туреччини стати головою TVF та призначати генерального директора, заступника голови та членів правління. 12 вересня президент Ердоган став головою фонду.   Він також призначив Зафера Сонмеза, який раніше працював у малайзійській державній інвестиційній компанії Khazanah Nasional з вересня 2012 року по вересень 2018 року, старшим віцепрезидентом та головою. Зять Ердогана Берата Албайрака був призначений його заступником у правлінні суверенного фонду багатства.

### Зміни 2020 року
У квітні 2020 року була заснована компанія TVF Financial Investments, яка придбала акції страхових компаній, що раніше належали державі. TVF придбала недержавні акції, і злиття було завершено у вересні 2020 року; «Türkiye Sigorta»  була заснована шляхом злиття компаній Güneş Sigorta, Halk Sigorta, Ziraat Sigorta, а «Türkiye Hayat ve Emeklilik» була заснована шляхом злиття Vakıf Emeklilik ve Hayat, Halk Hayat ve Emeklilik і Ziraat Hayat ve Emeklilik.
18 червня 2020 року TVF погодився придбати 26,2% акцій Turkcell у Telia та Çukurova Holding за 1 801 мільйон доларів, включаючи 196 мільйонів доларів  від Telia та 1 605 мільйонів доларів кредиту від Ziraat Bank.  
22 вересня 2020 року, після внесення змін до Статуту, фонд отримав право призначати п'ятьох із дев'яти членів правління Turkcell. 26 листопада 2020 року TVF оголосив про продаж 10% акцій Стамбульської фондової біржі компанії Суверенний фонд Катару, які раніше були придбані у ЄБРР. Наступного дня віцеголова фонду Берат Албайрак, який раніше обіймав посаду міністра фінансів, оголосив про свою відставку.
10 березня 2022 року TVF придбала контрольні пакети акцій Türk Telekom за 1,65 мільярда доларів США, для вирішення питань, пов'язаних з передачею компанії у 2026 році. 

### Управління
| Голова та генеральний директор                    | Голова та генеральний директор                       | Голова та генеральний директор                      |
| ------------------------------------------------- | ---------------------------------------------------- | --------------------------------------------------- |
| Мехмет Бостан (2 листопада 2016 – 8 вересня 2017) |                                                      |                                                     |
| Хіммет Карадаг (8 вересня 2017 – 12 вересня 2018) |                                                      |                                                     |
| Голова                                            | Заступник голови                                     | Генеральний директор                                |
| Реджеп Таїп Ердоган (12 вересня 2018)             | Берат Албайрак (12 вересня 2018 – 27 листопада 2020) | Зафер Сьонмез (12 вересня 2018 р. – 9 березня 2021) |
| Реджеп Таїп Ердоган (12 вересня 2018)             | вакантний (27 листопада 2020 – 31 січня 2021)        | Зафер Сьонмез (12 вересня 2018 р. – 9 березня 2021) |
| Реджеп Таїп Ердоган (12 вересня 2018)             | Еріша Арикан (31 січня 2021 –)                       | Зафер Сьонмез (12 вересня 2018 р. – 9 березня 2021) |
| Реджеп Таїп Ердоган (12 вересня 2018)             | Салім Арда Ермут (9 березня 2021 –)                  |                                                     |

## Компанії
| Компанія                       | Сфера діяльності                             | Частка | Капітал (TRY₺ млрд) |
| ------------------------------ | -------------------------------------------- | ------ | ------------------- |
| Borsa Istanbul                 | Фінансові послуги                            | 80.6%  |                     |
| BOTAŞ                          | Енергетика                                   | 100%   |                     |
| Çaykur                         | Сільське господарство та продукти харчування | 100%   |                     |
| Eti Maden                      | Гірничодобувна промисловість                 | 100%   |                     |
| Halkbank                       | Фінансові послуги                            | 91.5%  | 11.5 (2012)         |
| Порт Ізмір (Алсанчак)          | Транспорт і логістика                        | 100%   |                     |
| Kardemir                       | Гірничодобувна промисловість                 | 4.41%  |                     |
| Kayseri Şeker                  | Сільське господарство та продукти харчування | 9.41%  |                     |
| Koza-İpek Holding              | Гірничодобувна промисловість                 |        |                     |
| PTT                            | Транспорт і логістика                        | 100%   |                     |
| TPAO                           | Енергетика                                   | 100%   | 21.529 (2016)       |
| Türkşeker                      | Сільське господарство та продукти харчування | 100%   |                     |
| Türk Telekom                   | Технології та телекомунікації                | 61.68% | 26.874 (2016)       |
| Turkcell                       | Технології та телекомунікації                | 26.2%  |                     |
| TÜRKSAT                        | Технології та телекомунікації                | 100%   | 2.697 (2017)        |
| Turkish Airlines               | Транспорт і логістика                        | 49.12% | 73.129 (2018)       |
| Türkiye Sigorta                | Фінансові послуги                            | 81.1%  |                     |
| Türkiye Katılım Sigorta        | Фінансові послуги                            | 100%   |                     |
| Türkiye Hayat ve Emeklilik     | Фінансові послуги                            | 92.64% |                     |
| Türkiye Katılım Hayat          | Фінансові послуги                            | 100%   |                     |
| TVF AEL Electricity            | Енергетика                                   | 100%   |                     |
| TVF Energy                     | Енергетика                                   | 100%   |                     |
| TVF Financial Investments      | Фінансові послуги                            | 100%   |                     |
| TVF IT and Communications      | Технології та телекомунікації                | 100%   |                     |
| TVF Refinery and Petrochemical | Енергетика                                   | 100%   |                     |
| TVF Technology Investments     | Технології та телекомунікації                | 100%   |                     |
| Türkiye Maden                  | Гірничодобувна промисловість                 | 100%   |                     |
| Türkiye Technology Fund        | Технології та телекомунікації                | 100%   |                     |
| Türk Tarım                     | Сільське господарство та продукти харчування | 49%    |                     |
| VakıfBank                      | Фінансові послуги                            | 74.8%  |                     |
| Ziraat Bank                    | Фінансові послуги                            | 100%   | 13.540 (2011)       |

| Компанія                              | Робоча зона                   | Ставка |
| ------------------------------------- | ----------------------------- | ------ |
| Платформа Ortak Kartlı Sistemler A.Ş. | Технології та телекомунікації | 20%    |
| Турецька морська організація          | Транспорт та логістика        | 49%    |

Ліцензії:
- Міллі Піянго (Національна адміністрація лотереї) (49 років) [31]
- Жокей-клуб Туреччини[en] (49 років) [31]